# 東白川村役場
東白川村役場（ひがししらかわむらやくば）は、地方公共団体である岐阜県加茂郡東白川村の組織が入る施設（役場）。

## 概要
- 現在の庁舎は1993年（平成5年）5月25日に起工式を行い、1994年（平成6年）3月完成。同年5月1 - 3日に内覧式を行い、5月9日に業務を開始。6月15日にはなのき会館と同時に竣工式を行った[1]。
- 建設費用の削減のため、当初から隣接する東白川村民センターを庁舎の一部として使用しており、渡り廊下で庁舎の1階と村民センターの2階はつながっている。尚、村民センターは1993年（平成5年）5月から1994年（平成6年）4月まで東白川村役場の仮庁舎として使用された。
- 1909年（明治42年）12月から1993年（平成5年）4月までの庁舎は、1891年（明治24年）に建てられた、旧・神土尋常小学校の校舎を転用したものであった[2]。

## 業務時間
- 月曜日から金曜日の8時30分から17時15分（土曜日・日曜日・祝日・年末年始を除く）

## 業務内容
- 総務課
- 村民課
- 保健福祉課
- 産業振興課
- 地域振興課
- 建設環境課

## 交通アクセス
- 濃飛バス白川東白川線「東白川村役場」バス停より徒歩約1分。
  - 高山本線白川口駅より「越原消防センター」行き。